# Автоматичний ввід резерву

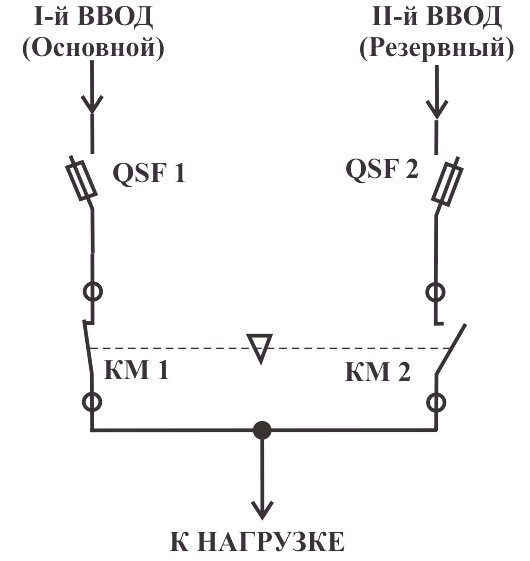

Автомати́чний ввід резе́рву, автомат ввімкнення резе́рву, АВР — пристрій, призначений для автоматичного перемикання споживача на резервне джерело електропостачання у разі відключення основного.
Процес автоматичного ввімкнення резерву називається "робота АВР".

## Загальний опис
Відповідно до Правил улаштування електроустановок, пристрої АВР мають передбачатися для відновлення живлення споживачів шляхом автоматичного приєднання резервного джерела живлення завимкнення робочого джерела живлення, що призводить до знеструмлення електроустановок споживача.
Має не менше двох входів живлення: один основний (від якого постійно працює навантаження) та один чи більше — резервні. АВР спрямований на підвищення надійності системи електропостачання.
АВР повинен виконувати переключення на резервний ввід за мінімально можливий час після відключення робочого джерела енергії.
Пристрій АВР має забезпечувати можливість його дії в разі зникнення напруги на шинах живленого елемента, викликаного будь-якою причиною, у тому числі КЗ на цих шинах.
В залежності від виробника, можлива реалізація різних схем дугового захисту АВР для зменшення пошкодження від короткого замикання. Можливі реалізаціх функції затримки перемикання АВР і функції налаштування порогів перемикання на резерв. Наприклад, при запуску потужних двигунів на стороні споживача, схема АВР повинна ігнорувати просідання напруги.
Реалізацію схем АВР здійснюють на різній компонентній базі, зокрема розповсюджені такі конструкції АВР: на контакторах, на рубильниках з моторприводом, на автоматичних вимикачах, на автоматичних перемикачах перекидного типу з соленоїдним приводом, що включають в себе механічну комутаційну частина, мікропроцесорний блок управління, а також панель індикації і управління.

## Вимоги і стандарти
Вимоги до пристроїв автоматичного введення резерву наведені в стандартах, зокрема:
- UL1008 (США).[2]
- IEC 60947-6-1: 2005, IDT (ЄС).
- ДСТУ IEC 60947-6-1: 2007[3] IDT (Україна).

Замість терміну АВР, дійючий в Україні стандарт ДСТУ IEC 60947-6-1: 2007 використовує термін АПКО і його наступне визначення: Автоматичне перемикальне комутаційне обладнання (АПКО) — перемикальне комутаційне обладнання автоматичної дії.

## Характеристики АВР
Згідно ДСТУ IEC 60947-6-1: 2007, основними характеристиками АВР/ПКО є
- Клас та метод керування перемикального обладнання;
- Кількість полюсів;
- Вид струму;
- Робоча послідовність;
- Номінальні та граничні значення робочої напруги / струму / частоти;
- Номінальні вмикальна та вимикальна здатності;
- Характеристики короткого замикання (КЗ);
- Номінальна вмикальна здатність за короткого замикання (Icm);
- Номінальна вимикальна здатність за короткого замикання (Icn);
- Номінальна сила умовного струму короткого замикання;
- Номінальна сила короткочасно витримуваного струму;

Пристрої АВР/АПКО розділені на три класи РС, СВ, СС в залежності від здатності витримувати коротке замикання.
Конструктивне виконання АВР має передбачати механізм блокування, щоб запобігти можливості одночасного підключення до нормального і альтернативного джерел електроживлення за всіх умов.
АВР повинні пройти визначені стандартом випробування, бути сертифікованими і мати відповідне маркування виробника нанесене на пристрій, що включає в себе назву або торгову марку виробника, позначення або серійний номер обладнання, клас обладнання, номер стандарту якому відповідає обладнання, номінальну робочу напругу та частоту, значення робочого струму при номінальній напрузі та частоті, категорію застосування.